# Wandy Peralta
Wandy Luis Peralta Dominguez (San Francisco de Macorís, 27 luglio 1991) è un giocatore di baseball dominicano, di ruolo lanciatore, che gioca per i San Diego Padres (MLB).
In precedenza ha giocato in MLB con Cincinnati Reds, San Francisco Giants e New York Yankees. La carriera di Peralta in MLB è cominciata firmando un contratto da amateur free agent con i Reds nel 2010, per poi debuttare nelle Majors con la squadra di Cincinnati nel 2016.